# Alvarfrölöpare
Alvarfrölöpare (Harpalus subcylindricus) är en skalbaggsart som beskrevs av Pierre François Marie Auguste Dejean 1829. Alvarfrölöpare ingår i släktet Harpalus, och familjen jordlöpare. Enligt den svenska rödlistan är arten nära hotad i Sverige. Arten förekommer i Götaland och Öland. Arten har tidigare förekommit på Gotland men är numera lokalt utdöd. Artens livsmiljö är jordbrukslandskap, stadsmiljö.